# Valfleury
 Valfleury  es una población y comuna francesa, situada en la región de Ródano-Alpes, departamento de Loira, en el distrito de Saint-Étienne y cantón de La Grand-Croix.
Es famosa por un santuario mariano, dedicado a "Notre Dame du Genet d' Or" (Nuestra Señora del Retamo de Oro), imagen románica de la Virgen María, de la época medieval.

## Demografía
| 373 | 367 | 370 | 437 | 486 | 516 |
| Para los censos de 1962 a 1999 la población legal corresponde a la población sin duplicidades (Fuente: INSEE [Consultar]) |     |     |     |     |     |